# Clonezilla
El Clonezilla és un programari lliure i gratuït de clonació de discs i particions similar a Norton Ghost. Està dissenyat per Steven Shaiu i desenvolupat per NCHC Labs de Taiwan.
Existeixen 2 variants, la versió Live i la versió SE (Server Edition). La diferencia entre la Live i la SE, és que la SE permet clonar simultàniament fins a 40 ordinadors en multicast, en canvi la Live permet d'un en un.
El programa es pot executar tant des d'un dispositiu de CD/DVD, com des d'un pendrive USB.
El Clonezilla permet a l'usuari clonar un disc o partició per ser guardat com un arxiu d'imatge o com una copia exacte de les dades. Les dades es poden guardar localment en un altre disc dur o pendrive, en un servidor SSH, en un servidor Samba o en un recurs compartit NFS.
Suporta gran varietat de sistemes d'arxius (ext2, ext3, ext4, reiserfs, reiser4, xfs, jfs, btrfs, f2fs i nilfs2 de GNU/Linux; FAT12, FAT16, FAT32, NTFS de Microsoft Windows; HFS+ de Mac OS; UFS de FreeBSD, NetBSD, i OpenBSD; minix de Minix; i VMFS3 i VMFS5 de VMWare ESX.